# Tinnura
Tinnura är en ort och kommun i provinsen Oristano i regionen Sardinien i Italien. Kommunen hade 242 invånare (2017).